# Peter Schrimpf

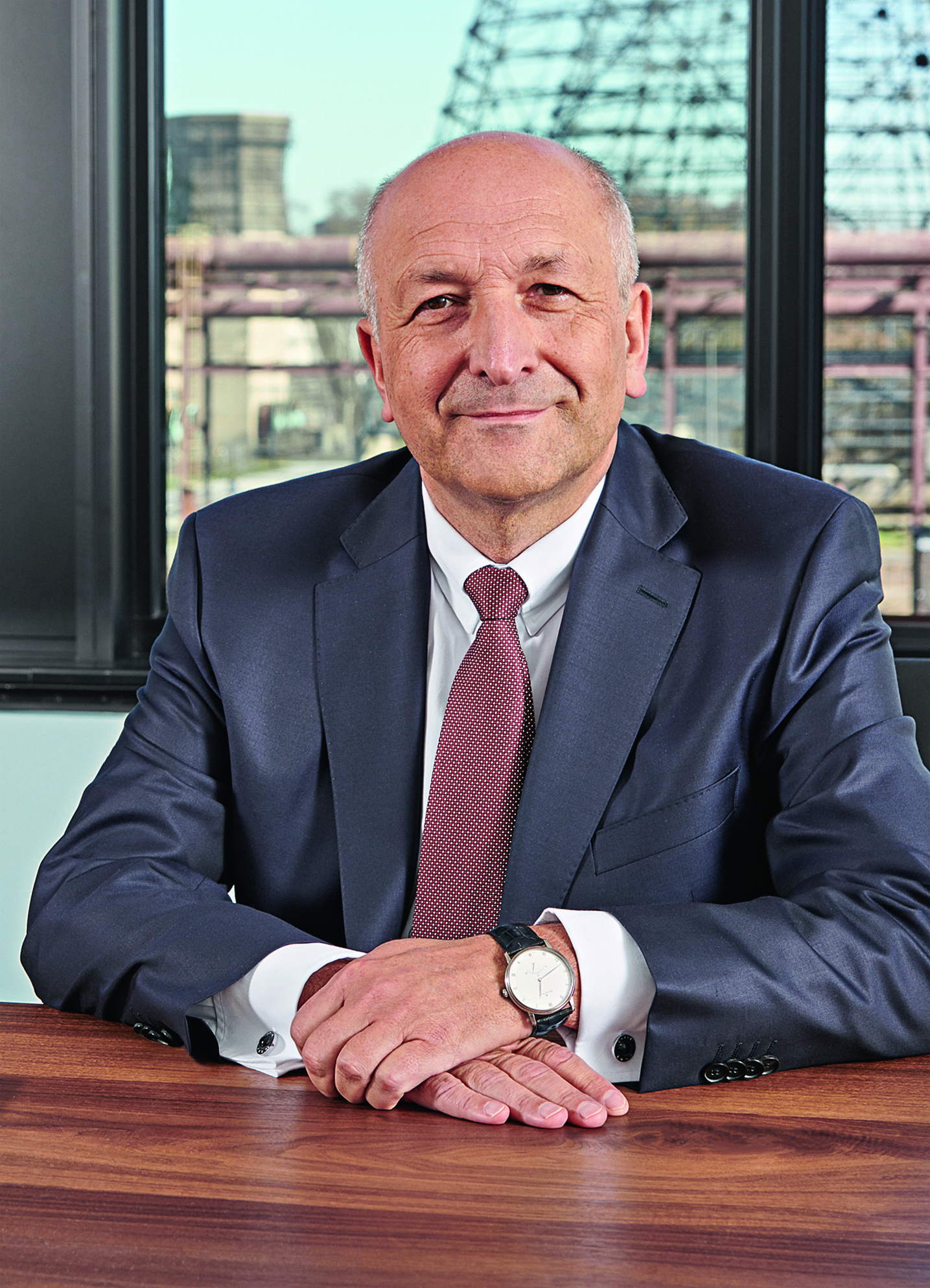
Peter Schrimpf (2019)

Peter Schrimpf (* 20. Dezember 1956 in Bockum-Hövel, Hamm) ist ein deutscher Manager und Vorstandsvorsitzender der RAG Aktiengesellschaft in Essen.

## Leben und beruflicher Werdegang
Schrimpf studierte von 1978 bis 1984 Bergbau an der Rheinisch-Westfälische Technische Hochschule Aachen. Nach seinem Abschluss als Diplomingenieur kam er 1984 zur Ruhrkohle Westfalen AG, die zur damaligen Ruhrkohle AG (heute RAG Aktiengesellschaft) gehörte. Nach verschiedenen Tätigkeiten auf dem Bergwerk Radbod – unter anderem als Fahrsteiger und Ausbauingenieur – übernahm Schrimpf 1991 die Leitung der Ausbildung auf dem Bergwerk Heinrich Robert.
Nach weiteren Führungspositionen bei der Ruhrkohle Bergbau AG sowie RAG Aktiengesellschaft bzw. Deutsche Steinkohle AG, wo er schwerpunktmäßig für Fragen der Arbeitssicherheit, der Organisationsentwicklung sowie der Aus- und Weiterbildung verantwortlich zeichnete, wurde Schrimpf 2004 in den Vorstand der Deutschen Steinkohle AG berufen. Nach der Aufteilung der RAG Aktiengesellschaft in einen „weißen“ Bereich (heute Evonik Industries AG) und einen „schwarzen“ Bereich (Bergbauaktivitäten der RAG Aktiengesellschaft) gehört Schrimpf seit 2008 dem Vorstand der RAG Aktiengesellschaft an, zu dessen stellvertretenden Vorsitzenden er 2013 berufen wurde.
2018 übernahm Schrimpf das Amt des Vorstandsvorsitzenden von Bernd Tönjes, der zum Vorstandsvorsitzenden der RAG-Stiftung bestellt wurde. Am 21. Dezember 2018 überreichte Schrimpf anlässlich des Abschieds vom deutschen Steinkohlenbergbau das letzte in Deutschland geförderte Stück Steinkohle an Bundespräsident Frank-Walter Steinmeier.

## Weitere Tätigkeiten
Schrimpf ist unter anderem stellvertretender Vorsitzender des Gesamtverbands Steinkohle (GVSt), Aufsichtsratsvorsitzender der RAG Anthrazit Ibbenbüren GmbH, Aufsichtsratsmitglied der Vivawest GmbH und Mitglied des Kuratoriums der Stiftung Industriedenkmalpflege und Geschichtskultur sowie des Deutschen Bergbau-Museums Bochum.

## Auszeichnungen
2019 wurde Schrimpf zum Ehrensenator der Technischen Hochschule Georg Agricola ernannt.

## Trivia
1976 stieg Schrimpf als Spieler mit dem TTC Grünweiß Bad Hamm in die Tischtennis-Bundesliga auf.